# Tomicodon absitus
Tomicodon absitus är en fiskart som beskrevs av Briggs, 1955. Tomicodon absitus ingår i släktet Tomicodon och familjen dubbelsugarfiskar. IUCN kategoriserar arten globalt som sårbar. Inga underarter finns listade i Catalogue of Life.